# Горський Вілен Сергійович
Віле́н Сергі́йович Го́рський (27 жовтня 1931, Харків — 27 травня 2007, Київ) — доктор філософських наук, професор, Заслужений діяч науки і техніки України.
Вілен Горський — філософ, історик української філософії, дослідник духовної спадщини Русі, автор одного з перших підручників з історії української філософії, має публікації у галузі методології історико-філософських досліджень.

## Біографія
Вілен Горський народився 27 жовтня 1931 р. у м. Харкові в родині службовців Сергія Марковича і Ганни Мусіївни Горських. На його долю, як і на долю його однолітків, ще в дитинстві випало чимало випробувань .
1938 року семирічною дитиною він пережив арешт свого батька (той працював інженером на Харківському тракторному заводі; дата смерти — 1939, реабілітований у 1956-му). У 1949 році, закінчивши середню школу в Києві, де сім'я поселилася після евакуації, юнак зумів вступити на філософський факультет Київського університету (закінчив із відзнакою в 1954 році). Але того ж року пережив друге велике нещастя: смерть матері.
Протягом двох років працював учителем історії в середній школі на Миколаївщині, потім у Києві — методистом у будинках піонерів і знов-таки викладачем історії в школі. Одружився, 1958 року народився син. У грудні 1963 року Вілена Сергійовича наказом директора академічного Інституту філософії Павла Копніна зараховано на посаду молодшого наукового працівника «відділу історії філософської і соціологічної думки на Україні». Майже сорок років учений працював в Інституті філософії НАН України.
У 1992 році перейшов з Інституту філософії НАН України до Києво-Могилянської академії. Там він сформував кафедру філософії та релігієзнавства, яку очолював до 2000 року, а згодом — першу в Україні магістерську програму за спеціальністю «Історія філософії». Як декан факультету гуманітарних наук (1994—1995), Вілен Горський доклав чимало зусиль для його розвитку, організації навчального процесу і наукової роботи гуманітарних кафедр НаУКМА. Він зробив вагомий внесок у розбудову української історико-філософської науки дослідженнями з методології історико-філософського пізнання та історії української філософії. Наукові праці Вілена Горського заклали фундамент вивчення духовної культури Києво-Руської доби.

## Учні
Вчений підготував 10 кандидатів і 1 доктора філософських наук, керував низкою наукових проектів у межах теми «Історія філософії в Україні: європейський контекст». Захист ще однієї докторської дисертації, підготовленої під керівництвом В. С. Горського, відбувся після його смерті.

## Праці
Вілен Горський — автор біобібліографічного словника «Філософська думка в Україні», десяти індивідуальних та двох колективних монографій, чотирьох збірників наукових праць, доповідей на міжнародних конференціях в Україні, Росії, Польщі, Болгарії, Італії, Франції, Швейцарії, США.
У науковому доробку вченого — близько трьохсот наукових та науково-методичних праць, у тому числі підручник «Історія української філософії», що витримав чотири перевидання.